# Uniforme de la selección de fútbol de Irán
La Selección de fútbol de Irán, tradicionalmente usa camisas, calzones y calcetines blancos, y el segundo color es rojo, pero en el pasado También ha jugado varias competiciones con la camisa colorida. El primer uniforme de Irán siempre ha sido blanco, pero desde los las clasificatorias para los Juegos Olímpicos de 1972, la escrita "IRAN" en alfabeto latino jugó un papel en las camisas del equipo Y esta tradición continuó hasta el 1976 con cambios en el color y el tamaño de la escrita "IRAN". Desde el año 1996 y las eliminatorias de la Copa de Asia, la escrita "IRAN" apareció en los tres colores de la bandera iraní, y el equipo nacional jugó con el mismo diseño, pero luego fue eliminada de la camiseta del equipo nacional. En algunos de sus partidos, como las eliminatorias para la Copa Mundial, el equipo nacional iraní jugó la camiseta verde como primera equipación.
El segundo color de la camiseta del equipo iraní es tradicionalmente el rojo, pero en algunos partidos, incluso la Copa Nacional de Irán, se ha jugado con el verde. El azul es el único otro color además de los tres colores en los que está sentada la selección nacional; en los partidos del Torneo Internacional Cyrus, el equipo que representa a Irán  llevaba una camisa azul.
En la Copa Mundial de Brasil, el equipo iraní apoyó el Proyecto Asiático de Recuperación de Guepardo al agregar un diseño de guepardo a su atuendo. Este nuevo plan está en Copa Asiática 2015 Repitió pero dejó de usarlo por un tiempo Hasta que la Copa del Mundo 2018 se repita en una forma y tamaño diferentes.
Hasta ahora, todas las camisas del equipo iraní en la Copa del Mundo han sido fabricadas por compañías alemanas: Adidas en la Copa del Mundo 1978, Puma en las Copas del Mundo 1998 y 2006, y Uhlsport en la Copa del Mundo 2014. Irán también compitió con uniformes producidos por Adidas en la Copa Mundial 2018. 

## Indumentaria

### Local
| 1970      | 1971        | Argentina 1978 | 1986      | 1990      | 1990 AG | 1996 | 1998-2000 | 2004      |
| 2006-07   | 2008–2009   | 2010-2011      | 2012-2013 | 2014-2015 | 2015    | 2016 | 2017-2018 | 2018-2020 |
| 2021-2022 | 2022-Actual |                |           |           |         |      |           |           |

### Visita
| 1946 | 1976      | Argentina 1978 | 1996 | 1998-2000 | 2004 | 2006-07 | 2008–2009 | 2011 |
| 2014 | 2015-2016 | 2017-2018      | 2018 | 2021      | 2022 |         |           |      |

## Proveedor
| Período       | Proveedor   |
| ------------- | ----------- |
| 1978-1980     | Adidas      |
| 1980-1993     | Puma        |
| 1993-1998     | Shekari     |
| 1998-2000     | Puma        |
| 2000-2004     | Shekari     |
| 2000-2004     | Daei Sports |
| 2004-2007     | Puma        |
| 2007-2008     | Merooj      |
| 2008-2009     | Daei Sports |
| 2009-2012     | Legea       |
| 2012-2016     | Uhlsport    |
| 2016          | Givova      |
| 2016-2019     | Adidas      |
| 2019-2022     | Uhlsport    |
| 2022-presente | Merooj      |